# Let United Airlines 175

Trasa United Airlines 175 z Bostonu do NY 11. září 2001

Let 175 (anglicky: United Airlines Flight 175) byl pravidelný vnitrostátní let společnosti United Airlines na trase z Logan International Airport v Bostonu v Massachusetts na Los Angeles International Airport v Kalifornii realizovaný letadlem Boeing 767-200ER. Dne 11. září 2001 byl tento spoj unesen pěti teroristy, kteří se podíleli na plánu, který vešel do historie jako útoky z 11. září. Asi po 30 minutách letu, tedy mezi 8:42 a 8:46 místního času teroristé násilím vtrhli do kokpitu a přemohli kapitána i prvního důstojníka a převzali kontrolu nad letadlem. Letadlo začal pilotovat Marwan al-Shehhi, který absolvoval pilotní kurzy (na konci roku 2000 získal hodinu čistého času v simulátoru Boeingu 767 a byl kompetentním pilotem malých letadel). Řízení leteckého provozu zjistilo, že let UA 175 je v problémech, neboť posádka přestala komunikovat, navíc od 8:55 začalo strmě klesat z letové hladiny (přibližně 10 km nad mořem). Několik pasažérů a palubního personálu telefonovalo z letadla a poskytli tak informace o únoscích, zraněných pasažérech a posádce. Letadlo klesalo velmi prudce a kvůli nezkušené pilotáži se některým pasažérům udělalo nevolno. Je pravděpodobné, že pasažéři věděli, že jejich letadlo nepilotují původní piloti. Minimálně jeden telefonát zachycuje domněnku pasažéra Petera Hansona o použití letadla jako zbraně proti budově, např. v Chicagu. Ovšem díky stylu letu a rychlosti únosců (od únosu letadla do nárazu uběhlo přibližně 15 minut) nebyl podniknut útok na kokpit. V závěrečné fázi letu klesal UA 175 rychlostí 60 m/s.
Letadlo narazilo do jižní stěny jižní věže Světového obchodního centra v 9:02:59 místního času. Při nárazu v rychlosti 254 m/s zahynulo všech 65 osob na palubě včetně teroristů. Únos letu č.175 byl koordinovaný s únosem letu č.11, který narazil do horní části severní věže Světového obchodního centra o 17 minut dříve. Původní plán pravděpodobně zahrnoval téměř současný náraz letadel do věží, ale let UA 175 byl vůči letu AA 11 a původnímu letovému plánu asi o 15 minut opožděn. Náraz letu č.175 do jižní věže sledovali už lidé po celém světě živě v televizi. Na základě toho, že i do jižní věže narazilo letadlo si všichni uvědomili, že obě letadla do Světového obchodního centra havarovala ve skutečnosti úmyslně, o nehodě (o které se uvažovalo, když narazilo 1. letadlo) v tuto chvíli už nemohla být řeč. Náraz a následný požár způsobily pád jižní věže o 56 minut později, ten si vyžádal stovky dalších obětí (k tomu se připočítávají oběti, které zemřely hned v době nárazu letadel). Celkem ve věži a blízkém okolí zahynulo přibližně 959 osob. Během záchranných prací v prostorách Světového obchodního centra byly nalezeny a identifikovány části těl desítky obětí z letu č. 175, ale mnoho dalších pozůstatků se identifikovat nepodařilo.
Jedno ze 3 schodišť (schodiště A na severní straně jádra budovy) zůstalo po nárazu nepoškozené a umožňovalo průchod mezi horní a spodní částí budovy - skrze dopadová patra. I přesto uniklo z horní části budovy méně než 20 lidí.
Let 175 narazil do jižní stěny WTC 2 téměř kolmo (jen 3 až 8° od kolmice) a téměř plně horizontálně, trup vstoupil do budovy 9 m napravo od centra budovy na 81. patře. Jádro budovy bylo skryto pouze za 11 m podlaží. Trup letadla tak dokonale narazil na řady sloupů číslo 1000 a 900 v jádře budovy a způsobil extrémní porušení celistvosti budovy. Ihned po nárazu letadla byla budova v nebezpečí kolapsu - i bez přispění požárů. Např. simulace společnosti Weidlinger z roku 2002 naznačují možnost okamžitého kolapsu budovy po zásahu letadlem (a i tato společnost použila 11° vstupní úhel, který podceňuje vážnost poškození věže). Navíc existují studie odborníků na zemětřesení, kteří předpovídají praskání spojů sloupů i bez zásahu troskami letadla.
Na internetu a v akademické literatuře často uváděné údaje o dopadu letadla - o údajném skoro-minutí věže (11° až 13° od kolmice) jsou mylné. Pouze dokazují katastrofální neschopnost akademiků a vyšetřovatelů (FEMA, Weidlinger, NIST, MIT) pracovat s grafickým softwarem, popř. ovládat deskriptivní geometrii. Tito "odborníci" taktéž rezignovali na přesné měření rychlosti dopadu letadla, přesto že lze tuto zjistit s přesností na 1 m/s - toto ale vyžaduje prolnutí snímků z různých záznamů, protože 24/30 snímků za sekundu jednoho záznamu na změření konečné rychlosti nestačí. Přesné údaje o vstupním úhlu a rychlosti letadla jsou nutné k provedení simulace, protože energie letadla se mění se čtvercem rychlosti a i 4° odchylka v úhlu dopadu letadla silně změní výsledky simulace - hlavní ničivé elementy letadla pak v simulaci mohou např. zcela minout jádrové sloupy a předat energii pouze betonovým podlahám. Evidentní neschopnost akademické sféry si poradit s tímto triviálním problémem vrhá stín na její schopnost simulovat rozsah a vliv požárů na konstrukci WTC, což je o dva až tři řády složitější úkol. Plně popisný návod na replikaci měření rychlosti/orientace dopadu se nalézá ve zdrojích. 

## Únosci
Marwan Alshehri, Fayez Banihammad, Mohald Alshehri, Hamza al-Ghamdi, Ahmed Al Ghamdi
Tým teroristů letu č.175 řídil Marwan Alshehri, původem ze Spojených arabských emirátů. Získal pilotní licenci při leteckém výcviku na Floridě, tam s ním trénoval i Muhammad Atta (pilotoval let č.11).